# Gaston Monmousseau
Gaston René Léon Monmousseau est un syndicaliste puis homme politique français, né le 17 janvier 1883 à Luynes (Indre-et-Loire) et mort le 11 juillet 1960 à Paris. Membre du Parti communiste français, il a été député de la Seine.

## Biographie
Gaston Monmousseau naît en 1883 en Indre-et-Loire dans une famille de petits paysans. Avant 1914, il est menuisier puis devient ouvrier aux ateliers parisiens des chemins de fer de l'État. Pendant la Première Guerre mondiale, il anime la tendance minoritaire révolutionnaire au sein de la CGT. En 1920-1921, il est inculpé de complot et écroué à la prison de la Santé (il le sera de nouveau en 1923, 1927, 1929 et 1931).

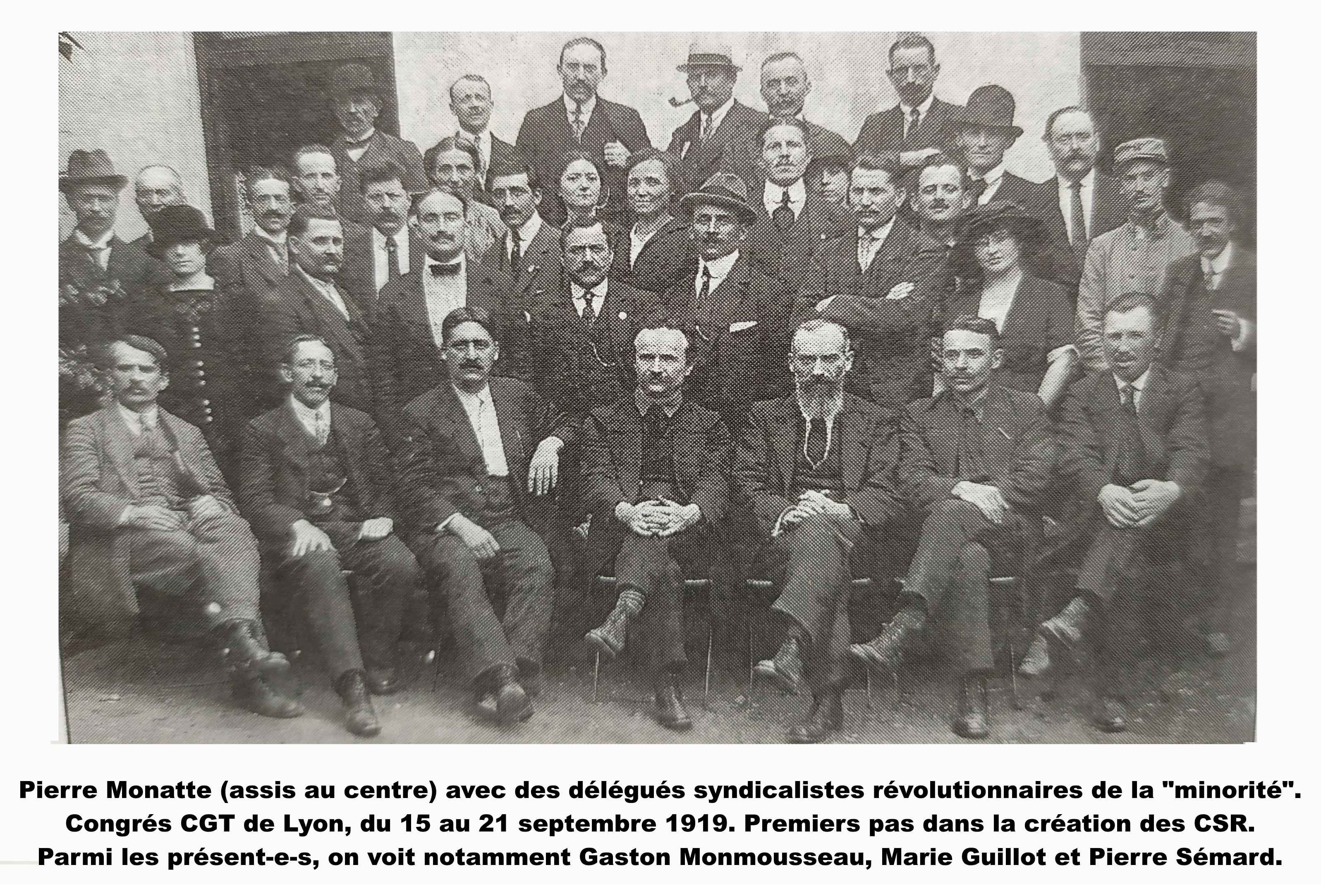
Gaston Monmousseau parmi les délégués révolutionnaires au congrès CGT de Lyon, en septembre 1919.

Il est secrétaire de la fédération des cheminots en avril 1921 puis secrétaire général de la Confédération générale du travail unitaire (CGTU) de juin 1922 à novembre 1932. Il s'oppose alors vivement à la minorité anarchiste qui refuse l'adhésion de la CGTU à l'Internationale syndicale rouge (ISR), celle-ci finissant par créer la CGT-SR tandis qu'une autre partie rejoint la CGT. En 1931, il s'oppose à nouveau à une minorité unitaire, rassemblée autour du Manifeste des 22 (Lucie Colliard, Chambelland, Engler, Boville...).
Il est inculpé en 1924 pour « attentat contre la sureté extérieure et intérieure de l’État », après avoir dénoncé l'occupation de la Ruhr ordonnée par le gouvernement de Raymond Poincaré afin de contraindre l’Allemagne à accélérer les paiements des réparations imposées par le traité de Versailles .
Il adhère au Parti communiste en 1925 et siège au bureau politique du parti de 1926 à 1940. En 1936, il assure la direction de La Vie Ouvrière. 
Gaston Monmousseau est élu député de Noisy-le-Sec en 1936. Inscrit au groupe communiste, il fait partie de la commission spéciale chargée d'examiner les projets de loi sociaux et de la commission du suffrage universel. Il est élu vice-président de la commission du travail. Il soumet en 1937 une proposition de loi en vue de la création d'un fonds national de chômage et une autre en 1938 pour l'amnistie de tous les délits pour faits de grève et la réintégration dans leurs fonctions des fonctionnaires, employés et ouvriers des services publics et concédés des entreprises nationalisées et des industries privées.
Après la dissolution du Parti Communiste en 1939, il entre dans la clandestinité. Le 21 janvier 1940, il est déchu de son mandat et condamné par contumace le 3 avril 1940 par le 3e tribunal militaire de Paris à 5 ans de prison, 5 000 francs d'amende et 5 ans de privation de ses droits civiques et politiques pour avoir participé à la constitution du Groupe ouvrier et paysan français et avoir propagé des « mots d’ordre émanant de la IIIe Internationale ». Le mois suivant il est révoqué de la SNCF. Il est nommé par la direction clandestine du Parti communiste français à la tête de la région provençale. 
À la Libération, il reprend ses responsabilités tant sur le plan politique que syndical. En qualité d'ancien parlementaire du groupe communiste, il est délégué à l'Assemblée consultative provisoire en octobre 1944. La retraite des personnes âgées, le ravitaillement, la création de comités d'entreprises, la politique des prix, le budget et les nationalisations sont des questions qui retiennent particulièrement son attention.
Réélu en 1945 au bureau politique du PCF, il entre, le 29 mars 1945, au secrétariat de la CGT. Gaston Monmousseau reprend la direction de La Vie Ouvrière qu’il conserve jusqu’à sa mort le 11 juillet 1960.
Le nom de Gaston Monmousseau a été donné à une rue d'Ivry-sur-Seine (depuis le 16 novembre 1961), à une cité HLM de Bègles (Gironde), à une rue de Guyancourt (Yvelines), de Stains (Seine-Saint-Denis), d'Argenteuil (Val-d'Oise), de Valenton (Val-de-Marne), de Vénissieux (Métropole de Lyon), de Blaye-les-Mines (Tarn), de Méry-sur-Oise (Val-d'Oise), du Blanc-Mesnil (Seine-Saint-Denis), d'Escaudain (Nord), de Marly (Nord), de Montreuil (Seine-Saint-Denis), de Saint-Denis (Seine-Saint-Denis), de Boulazac (Dordogne) et de la maison de retraite publique qui y est située, de Tours.

## Ouvrages
- La Musette de Jean Brécot, natif de Touraine, préface de Georges Cogniot, Éditeurs français réunis, 1951
- Indre-et-Loire, chef-lieu Tours, selon Jean Brécot, préface de Louis Aragon , Éditeurs français réunis, 1951
- L'oncle Eugène selon Jean Brécot, préface de Marcel Cachin, Éditeurs Français Réunis, 1953